# Michel Fauquier
Pour les articles homonymes, voir Fauquier.
 (novembre 2018).
Michel Fauquier est un historien français, professeur de chaire supérieure, docteur ès lettres et agrégé d'histoire. 

## Biographie
Spécialiste de la civilisation européenne, il était depuis de nombreuses années directeur de recherches à l'Institut Albert-le-Grand (jusqu'en 2023) de l'IRCOM, aux Ponts-de-Cé à Angers, chercheur associé au Centre d'études supérieures de civilisation médiévale (CESCM) de l'Université de Poitiers, professeur à la khâgne de La Perverie (Nantes) et professeur associé à la Rennes School of Business. Il a également enseigné l'histoire de la civilisation européenne à l'ESM de Saint-Cyr au sein de la Section en Langue Anglaise ouverte aux cadets de l'OTAN (Écoles de Saint-Cyr Coëtquidan) et a été chargé de cours à l'UCO (Université Catholique de l'Ouest).
Il a par ailleurs été membre du jury d'histoire ancienne de l'agrégation, vice-président du Carrefour d'Histoire Religieuse, membre du bureau de l'APPLS (Association des Professeurs de Première et Lettres supérieures) et président de jury à Montpellier Business School, et est actuellement membre du comité scientifique de la revue de géopolitique Conflits, membre de la Société d'Etudes Médiévales (Poitiers), recenseur pour la BMCR (Bryn Mawr College, Pensylvannie), membre du bureau de l'APHLY (Association des Professeurs d'Histoire préparateurs à l'ENS-Lyon) et président fondateur de la Régionale nantaise de la Société des Agrégés de l'Université. 
Lauréat de l'agrégation d'histoire en 1995 (123e), Michel Fauquier a obtenu un doctorat d'histoire en 2016 avec la mention très honorable et les félicitations du jury .

## Prises de position

### Histoire
Michel Fauquier rejette l'idée de racines européennes qui ne permet pas, selon lui, de « rendre compte du processus historique » et dont l'emploi « génère naturellement une vision déterministe ». En remplacement de l'image de la racine, il défend celle de la source qui en rendrait mieux compte : « on peut choisir ou non de puiser dans une source, toutes les sources ne se confondant pas, tandis que les racines sont toutes du même arbre ».

### Engagements
Michel Fauquier préside l'association Vent de colère, qui combat l'implantation d'éoliennes à proximité des habitations ou dans des paysages naturels exceptionnels. 
Jugeant que « le dimanche [est] sacré » et que « le modèle dans lequel s'intègre la suppression du repos dominical n'est tout simplement pas humain », il s'oppose à la généralisation du travail dominical. En 2009, il publie notamment Lettre ouverte du dernier des chrétiens au premier des Français : à propos de l'ouverture des magasins le dimanche,.

## Publications
- Michel Fauquier et Jean-Luc Villette, La vie religieuse dans les cités grecques aux VIe, Ve et IVe siècles, Paris, Ophrys, coll. « Synthèse Σ Histoire »,‎ 2000, 448 p. (ISBN 978-2-7080-0967-7, lire en ligne)[10]
- La méthode de la dissertation et du commentaire de document historiques, par l'exemple : Les erreurs-types et leur correction, Mayenne, imprimerie Lepetit, 2005, rééd. 2015, 86 p..
- Itinéraire d'un jeune résistant français : 1942-1945, Paris, éditions L'Harmattan, 2005, 367 p. (ISBN 978-2-7475-9302-1).
- Aux Sources de l'Europe, 1 : Les premiers temps, Perpignan, Tempora, coll. « Histoire et société », 2008, rééd. 2015, 412 p. (ISBN 978-2-916053-32-5)[11],[12]
- Lettre ouverte du dernier des chrétiens au premier des Français : À propos de l'ouverture des magasins le dimanche, Perpignan, Tempora, 2009, 92 p. (ISBN 978-2-916053-56-1).
- Aux sources de l'Europe, 2 : Les temps modernes, Perpignan, éditions Artège, coll. « Histoire et société », 2010, 475 p. (ISBN 978-2-916053-79-0).
- Une histoire de l'Europe : Aux sources de notre monde, Paris, éditions du Rocher, 2018, 752 p. (ISBN 978-2-268-09636-0)[13],[14],[2],[15]
- Martyres pacis : La sainteté en Gaule à la fin de l'Antiquité et au début du Moyen Âge (IVe – VIe siècles), Classiques Garnier, 2018, 1198 p.  (ISBN 978-2-406-07944-6)[16]
- Rome et Carthage : 529-29 av. J.-C., Paris, Armand Colin, coll. « Cursus », 2020, 240 p. (ISBN 978-2-200-63013-3).

## Décorations et médailles
- Médaille de la Défense nationale, échelon bronze
- Médaille des services militaires volontaires, bronze
- Médaille de la jeunesse, des sports et de l'engagement associatif, bronze